# 金川紅軍革命紀念建築群
金川紅軍革命紀念建築群位於四川省阿壩藏族羌族自治州金川縣，文物遺址年代判定為1935年-1936年。2007年6月1日公佈為四川省第七批文物保護單位。